# 穆阿来夫
穆阿来夫（马来语、印度尼西亚语：Mualaf，阿拉伯语：‎），是马来世界伊斯兰教中的一个术语，通用的解释是指希望皈依伊斯兰教的非信徒（卡菲勒）或刚刚皈依伊斯兰教的人。在马来西亚，穆阿来夫也被解释为“改教的皈依者”或“对伊斯兰教有善意的非伊斯兰教徒”。在“改教的皈依者”解释下，穆阿来夫又被称为“新兄弟”，以区别于马来族穆斯林。

## 词源
此概念引申自阿拉伯语（‎，拉丁转写：Muallafat-ul-Qulub），意为“心被团结者”。